# Álgyay Hubert Pál
Hubert Pál Lajos József, 1937-től Álgyay-Hubert Pál, 1940-től Álgyay Pál (Szeged, 1894. június 6. – Budapest, 1945. augusztus 27.) államtitkár a Horthy-korszakba, hídépítő mérnök, a Petőfi híd tervezője. Az I. sz. hídépítéstani tanszék okleveles tanára. Szakirodalmi munkássága is jelentős. A Mérnök Egylet 1934-ben Hollán-pályadíjjal jutalmazta.

## Élete
Ifjúkora és korai évei
1904 és 1907 között a szegedi piarista gimnázium tanulója, majd 1908 és 1911 között a szegedi Állami Klauzál Gimnáziumban tanult. Felvételt nyert a budapesti Műegyetemre, ahol előbb Kossalka János tanársegédje volt, majd egyetemi adjunktus lett.
1920. április 16-ától a Magyar Mérnök- és Építész-Egylet rendes tagja. 1920. október 1-jétől a műegyetem I. hídépítésitani tanszékének adjunktusa. A Magyar Mérnök- és Építész-Egylet vízépítési szakosztályának 1920. november 23-ai ülésén a szakosztályba felvették. 1925-ben műszaki kiváló doktori oklevelet szerzett. 1926. májusától a Magyar Királyi Kereskedelemügyi Minisztérium hídépítési szakosztályának tagja. 1927. májusában miniszteri főmérnöknek nevezte ki a kereskedelemügyi miniszter.
A gyulavári Fehér Körös híd vasszerkezetének megerősítését, és a fapallos pályaszerkezetének vasbeton pályaszerkezetre való kicserélését 1929-ben hagyta jóvá a kereskedelemügyi miniszter. A munkálatok felügyeletével bízták meg. Júliusban Tantó Pál miniszteri műszaki tanácsossal a Tiszaugi vasúti Tisza-híd próbaterhelési munkálatait felügyelte. November 18-án a szegedi közúti híd felújítását szakértőként felülvizsgálta. Október 24-től az út-, vasút- és hídépítési szakosztály működőbizottságának tagja. 1930-ban miniszteri műszaki tanácsosnak választották. Részt vett az 1931. decemberében újjászervezett cementbizottság szervezésében. 1933. október 5-én, a Magyar Mérnökök és Építészek Nemzeti Szövetségének igazgató-választmányi ülésén a mérnöki szakosztály jegyzőjének választották. Mint előadó részt vett a magasépítésekre vonatkozó új vasbetonszabályzat kidolgozásában, melyért a Magyar Mérnök- és Építész-Egylet ezüstéremmel jutalmazta. 1934-ben tudományos és irodalmi munkásságáért Hollán-pályadíjjal jutalmazták, és ősszel megválasztották a Dunahídépítési Szakosztályának vezetőjének. Felkérték a Baját és Bátaszéket összekötő vasúti híd átépítenek megtervezésére. Korábban Baját a Dunántúllal csak komp kötötte össze, mert a bajai vasúti híd nem rendelkezett közúti forgalommal. Terveivel ezt oldotta meg, majd a hidat novemberben átadták. A vezetése alatt álló szakosztállyal kidolgozta a Margit híd átépítési munkáinak terveit, melyeknek eredményeként ez a műszaki szempontból igen nehéz építkezés az ő irányításával még ugyanazon év derekán meg is indult és a munkák legnehezebb részét, az alépítményeket az év végére sikerült is az előirányzott rövid idő alatt befejezni. Eredményes közszolgálatáért 1935-ben kormányzói legfelsőbb elismerésben részesült. Júliusban miniszteri osztálytanácsosnak nevezték ki.

Álgyay-Hubert Pál hallgatja Bessenyey Zénó beszédét.

Decemberben, Czabalay Kálmán távozása után a Fővárosi Közmunkák Tanácsának alelnökének választották dr. Bessenyey Zénó elnöksége mellett. 1936-ban tervei és elgondolásai alapján elkészült az Erzsébet híd új pesti hídfeljárója. Az Erzsébet híd pesti hídfőjénél korábban a Budáról Pestre haladó kocsiknak a Belvárosi templom melletti továbbhaladási lehetősége egyáltalán nem volt meg, itt a villamoskocsik és a közúti járművek teljesen összetorlódtak, amelynek következményeként a közlekedés lebonyolítása majdnem leküzdhetetlen akadályokba ütközött. Az átépítési tervek alapján a volt gyalogjárdát megszüntették, azt úttestté alakították át és igy a Budáról jövő kocsisor számára a villamossíneknek a templom felé eső oldalán egy új, mintegy 3,5 méter széles úttestet sikerült biztosítani. A régi gyalogjárda és a templom között egy új járdát építettek. A Dunaparti alsórakparti út tervezését vezette. A pesti Dunapartról a rakpart teljes hosszában eltávolították a hajóstársaságok raktárait, csupán a személyhajó-forgalom marad fenn ezen a Duna szakaszon. A hajóállomások épületeit is átalakítják, hogy a rakparton a szabad kilátást biztosíttassanak. 1937. áprilisától a budapesti műegyetem mérnöki és építészmérnöki karán magántanárként a „Hidak főtartóinak együttdolgozása“ című tárgykörből tart órákat. A margitszigeti versenyuszoda és a Magda gyógyforrás tervezési és építési munkálatainak irányítását végezte még az évben.
A Horthy Miklós híd
A jelenlegi híd helyére már 1908-ban javaslatot tett a főváros, de ekkor az illetékes állami szervek Óbudán tartották fontosabbnak egy újabb híd megépítését. Az első világháború kitörése miatt teljesen lekerült a napirendről a híd kérdése. Egy újabb híd építésére viszont az igény még mindig fenn állt. 1930-ban újból elkezdtek a híd kérdésével foglalkozni. A következő években előmunkálatokat végeztek. Az 1930. évi XI. törvény elrendelte a híd megépítését, valamint – a kormányzás tízéves jubileumának tiszteletére – annak Horthy Miklósról történő elnevezését.

A kereskedelemügyi minisztérium nyilvános pályázatot hirdetett a borárostéri Horthy Miklós híd terveire. Tíz pályázó tizenhét pályatervet nyújtott be, de ezek közül egy sem felelt meg az adott környezet követeléseinek. 

Horthy Miklós híd átadása. (Álgyay-Hubert Pál legjobboldalon.)

"Az igen magas színvonalú tervpályázat eredménye, bár rendkívül tanulságos és a kérdés megvilágítására nagy jelentőségű volt, mégsem elégítette ki a döntésre hivatott illetékestényezőket, mert egyetlen pályaterv sem hozta meg azt a megoldást, melyet az adott környezet követel, az úgynevezett felsőpályás hidat."
Ezt, azzal indokolták, hogy a híd mindkét végén, a Boráros térnél és Lágymányosnál fejlődő városnegyedek alakulnak ki, amit előre egy újabb óriási híd tömegével, és megjelenésével nem lehet befolyásolni. 
"El sem képzelhető, hogy például a Batthyány térről az Országház déli terére építendő híd más lehetne, mint a Margit hídhoz rendszerben hasonlító felsőpályás híd, mert minden más, az úttest fölé emelkedő, akár lánchídszerű, akár a legszebb ívelésű íves híd tönkretenné legnagyobbszabású épületünknek, az Országháznak a hatását." 
A minisztérium hídépítési osztályához került a felsőpályás szerkezetű híd tervezése. Álgyay-Hubert a pályaműveket felhasználva, és azokat átszerkesztve hozta létre a végleges, Bud János kereskedelemügyi miniszter által elfogadott tervet. A híd építészeti részének kivitelével Lux Kálmán építészt bízták meg. Az építés külső munkálatait 1933 tavaszán indították el. 1933 májusában épült meg a budai parti pillér, 1934-ben a budai mederpillér, 1935-ben pedig a pesti part- és mederpillér. Első lépésben a Boráros téren megépült aluljárót adták át 1937-ben. Augusztusban sikeres teherpróbákat végeztek a hídon. Szeptember 12-én ünnepélyesen átadták a hidat. A hídavatáskor még állványok álltak a budai parti pillér körül. Itt állították fel a haditengerészeti emlékművet, Szentgyörgyi István kiváló alkotását, amely stilizált alsó részével a Novarra tengerjáróra emlékeztet, toronyrésze pedig a fiumei világítótorony kicsinyített mása. A toronyban esténként kigyúló fény, és az élénk kék színre festett híd szerkezet a magyar tengerészek hősiességét hirdeti.

### Államtitkári évei
Dálnoky-Kováts Gyula államtitkár szolgálati idejének lejárta után 1927. október 13-án Álgyay-Hubert Pált közlekedésügyi államtitkárnak nevezték ki. A Fővárosi Közmunkák Tanácsának alelnöki pozíciójáról októberben lemondott, de, mint egyesületi tag továbbra is aktívan részt vett az egyesület életében. A felszabadult helyet Irsy László építész töltötte be. Megkapta a magyar érdemrend középkeresztjét a csillaggal. A következő években országszerte előadásokat tartott. Kecskeméten a Magyar Touring Club és a Duna—Tiszaközi Mezőgazdasági Kamara útügyi nagygyűlésén a Dunántúlt a Duna-Tisza közével és a Tiszántúllal összekötő tranzverzális út tervét mutatta be, majd a következő években ezt tűzte ki elsőszámú céljának. A dunaparti gyorsvasút kiépítésének tervét is újra elővették. A gyorsforgalmi villamosvasúti főútvonal teljes kiépítését 1942-re tervezték. Államtitkári éveiben foglalkozott még a vasutasok bérének rendezésével, a pesti Lánchídfő alatti aluljáró megtervezésével, a magyar gépjárművek fejlődésének és gyártásának elősegítésével. Új javaslatot írt a szekérfuvarozás kérdéséről, amely az agráriusok kívánságait figyelembe veszi. Az új javaslat értelmében meghatározták, hogy mely esetekben sérti a szekérfuvarozás a közlekedési érdekeket és meghatároznák azt is, hogy egyes gazdák földjük terjedelméhez mérten hány pár ló tartása esetén végezhetnének fuvarozást.
Az 1938. május 14-én hivatalba lépő Imrédy Béla átszervezte a kereskedelmi és közlekedésügyi minisztérium tisztikarát. Álgyay-Hubert Pált és Kunder Antalt nevezte ki kereskedelemügyi államtitkárrá. Az új célkitűzések közé tartozott a légiközlekedés fejlesztése Magyarországon. 1938 júliusában Budapesten tartották a légiforgalmi vállalatok nemzetközi szövetségénék közgyűlését, ahol Álgyay-Hubert Pál bemutatta a budapest-bukaresti, valamint a budapest-varsói légvonalról szóló tervet. A MÁV-MATEOSz együttműködés nyolc évre szóló megújításának tárgyalásait vezette augusztusban. Még ez évben újra alakult a Vasúti Tisztképző Tanfolyam, aminek elnökévé választották. A tanfolyam feladata a gyakorlati közlekedési szakemberek minél alaposabb és minden irányú elméleti kiképesítésének biztosítása.
Teleki Pál miniszterelnökségi idején is államtitkár maradt. 1939. április 9-én a lengyel Polonia Restituta rend nagykeresztjével tüntették ki. Júniusban engedélyezték a pesti Lánchídfő aluljárójáról szóló tervezetét. A terv szerint Újpestet Csepellel egy a Dunaparton végigvezető gyorsforgalmi villamos útvonal kötné össze, amely a keresztező forgalmat teljesen kiküszöbölné. Ennek a nagyszabású tervnek első részlete az aluljáró megépítése. 1940-ben sokat foglalkozott a visszacsatolt területek út- és vasúthálózatának a fejlesztésével és a magyar hálózatba való becsatlakoztatásával. Többször tárgyalt Erdélyben, többek közt Marosvásárhelyen, Kolozsvárott és Székelyudvarhelyen. Részt vett a Székely keskenyvágányú körvasútnak a MÁV-hálózatba való becsatlakoztatásában. 1941 márciusában körutazáson tanulmányozta az Alföld útviszonyait. Cegléden, Kerekegyházán és Lajosmizsén járt, utána megint Erdélybe utazott, ahol megtekintette az állami és törvényhatósági úthálózatot, valamint a szeretfalvi vasútépítkezést is. Március 28-án rábízták a Közlekedésügyi Minisztérium IX. (hajózási ügyek) szakosztályának felügyeletét. Az áprilisban megalakított Fővárosi Közmunkák Tanácsának szakbizottságokból a Városrendészeti, a Közlekedési, és a Kisajátítási szakbizottságának rendes tagja lett. Augusztusban az olasz-magyar kereskedelemért folytatott törekvéseiért kitüntették a Olasz Koronarend nagy tisztikeresztjével. Október elsején Nemzetvédelmi Kereszttel tüntették ki. 1942-ben a budapesti műegyetem hídépítéstani tanszékére meghívták, hogy töltse be az üresedést, de a kormány nem engedte el államtitkári megbízásától, az Erdélyben folyó nagy vasútépítés, valamint más közlekedési munkálatok irányítóját. Irányításával és felügyeletével még ez évben átadták a Déda-Szeretfalva-vasútvonalat.

### Műegyetemi évei és Boroszló
1943. május 1-jétől hosszabb szabadságot kért az államtól, hogy a műegyetemen taníthasson. Az államtitkári munkakörét dr. Markos Olivér államvasúti főigazgató vette át. Augusztus 1-én a József Nádor műszaki és gazdasági egyetem mérnöki és építészmérnöki karán nyilvános rendes egyetemi tanárrá nevezték ki. 1944. január 24-étől a Hadiműszaki Tanács polgári tagja.
A nyilas kormányzat a náci Németországgal 1944. novemberében megállapodott egyes egyetemek (köztük a budapesti műegyetem) harmad- és negyedéves hallgatóinak Németországba történő kitelepítéséről. A mérnök- és építészmérnök-hallgatók vonata 1944. december 8-án indult a sziléziai Boroszlóba (a mai lengyel Wroclawba). Ezen az első vonaton utazott 415 mérnök és 133 építészmérnök hallgató. A mérnökhallgatókkal tartott Álgyay-Hubert Pál, a hídépítéstan-, Szily József, a vízépítéstan-, Nemesdy József, a vasútépítéstan tanszék egyetemi tanára, továbbá Kürthy Vilmos egyetemi adjunktus és Ámon Antal tanársegéd a geodézia tanszék oktatói, további nyolc adjunktus és tanársegéd. A kitelepített egyetemisták kettős felügyelet – katonai és polgári – alatt álltak. A katonai irányítás felelt a szervezettségért, a polgári a rövidített egyetemi tanulmányokért. A mérnök- és építészmérnök-hallgatók katonai parancsnoka Szily József professzor volt. A polgári parancsnok Álgyay-Hubert Pál professzor volt. Április 11-én vonatukat egy szörnyű mélyrepülő-támadás érte. Az első gép légiaknával kilőtte a mozdonyt és repeszbombákat dobott a vonatra. A sebesült mozdonyvezető kiengedte a gőzt, nehogy a mozdony felrobbanjon. Többek visszaemlékezése szerint az erdő mintegy 100 méter távolságra volt a vonattól. A vonat utasainak döntő többsége az erdő felé futva menekült. Egy repeszbomba futás közben érte Szily professzort. Ugyanennek a bombának repeszei találták el Álgyay professzor szigorló orvos fiát, aki apja karjaiban halt meg. A támadás sérültjeit a közeli Hotel Löwben berendezett kórházban látták el, ahonnan utána hazaszállították őket. Az áldozatok között volt három tanársegéd, tizennyolc mérnökhallgató, két szigorló építészhallgató, hét szigorló orvostanhallgató és három családtag. Álgyay professzor négy hónappal a fia halála után öngyilkos lett otthonában.

## Magánélete
Édesapja, Hubert Lajos (1868–1957) bocsári születésű folyammérnök. Édesanyja, Lenček Etelka (1873–1945). Testvére Hubert Etelka szegedi születésű operaénekesnő, dr. Nasta Mihály operaénekes felesége. Öccse, Hubert Lajos Árpád gordonkaművész és gordonkaművész-tanár. Húga, Hubert Klára, idősebb Janáky István építész felesége. 1937-ben dr. aknaszlatinai György Lajos miniszteri tanácsos és felesége algyesti Álgyay Izabella örökbe fogadta, és a vezetéknevét "Álgyay-Hubert"-re változtatta. 1940-ben pedig "Álgyay"-ra. Felesége aknaszlatinai György Izabella fogorvos. Egy fiuk született, Álgyay Pál (1923–1945) orvostanhallgató.

## Művei
Egyéni tanulmányai és publikációi:
- Nyomott rudak vizsgálatáról a rúdtengely kezdeti görbülete esetén.; Technika VI. évfolyam, 1-4. szám, 1925.
- Változó keresztmetszetű nyomott rúd vizsgálata a rúdtengely kezdeti görbületének feltételezése     esetén.; MMÉEK 15-16. szám, LIX. kötet, 1925, Budapest.
- Képesít-e a mérnöki oklevél az építőiparra?; Magyarság VII. évfolyam, 41. (1514.) szám, 1926, Budapest.
- A szegedi közúti Tiszahíd megerősítése.; 1928. április 26.
- Nyomott rudak méretezéséről, vashidak erősítésénél.; MMÉEK 19-20. szám, LXIV. kötet, 1930, Budapest.
- A szögecskapcsolatokra eddig alkalmazott számítási eljárások, valamint a szögecskapcsolatokra megengedett igénybevételeknek módosítása.; MMÉEK, 64. kötet. 77. és 89. oldal.
- Többfőtartós, két szélráccsal és keresztkötésekkel merevített szerkezetek vizsgálata.; MMÉEK. 67. évf. 261. old.
- Közelítő mellékfeszültség-számítási módszer rácsos tartókra.; Technika 15. évfolyam, 1-10 szám, 1934.
- Az új budapesti Dunahidak jelentősége városrendezési és városfejlesztési szempontból.; Technika XVI: évfolyam, 10. szám, 1935.
- A Margithid átépítési munkáinak ismertetése.; Közgazdasági Értesítő XXX. évfolyam, 15. szám, 1935, Budapest[19]
- A Horthy Miklós-híd borárostéri feljárója.; MMÉEK LXIX. kötet, 47-48. szám, 1935, Budapest.[20]
- Közelítő mellékfeszültség-számítási módszer rácsos tartókra.
- A pesti észak-déli gyorsforgalmi főútvonal.; Búvár 3. évfolyam, 6. szám, 1937.[21]
- A magyar közlekedéspolitika új feladatai.; Technika 21. évfolyam, 4. szám, 1940.[22]
- Kelet országos főútvonal; Magyar Építőművészet 40. évfolyam, 1. szám, 1942.[23]

Közreműködései és kritikái:
- Hubert Pál–Korányi Imre–Trájber István: Vashidak szerkezete. Hídépítéstan II. F. második része; 1921, Budapest. (társszerző, dr. Kossalka János műegyetemi tanár útmutatása szerint és átnézése mellett.)
- Hubert Pál–Korányi Imre–Trájber István: Vashidak szerkezete. 2. bővített és javított kiadás [451 ábrával]; 1923, Budapest.
- Mayer: "Die Knickfestigkeit" kritika.; Technika, V. évfolyam, 4-10. szám, 1924.
- Megjegyzések Csonka Pál dr. „Az aláállványozás     nélkül erősített vashidak nyomott rudairól" című cikkéhez.; MMÉEK 11-12. szám, LXV. kötet, 1931, Budapest.